# Caecilia subnigricans
Espèce
Statut de conservation UICN

 LC  : Préoccupation mineure
Caecilia subnigricans est une espèce de gymnophiones de la famille des Caeciliidae.

## Répartition
Cette espèce se rencontre en dessous de 1 040 m d'altitude :
- dans l'Ouest du Venezuela ;
- dans l'ouest de la Colombie.

## Publication originale
- Dunn, 1942 : The American caecilians. Bulletin of the Museum of Comparative Zoology, vol. 91, no 6, p. 437-540 (texte intégral).